# Pseudoterpna viridisquama
Pseudoterpna viridisquama là một loài bướm đêm trong họ Geometridae.